# Baños de Rioja
Baños de Rioja ist ein Ort und eine Gemeinde (municipio) im äußersten Westen der spanischen Region La Rioja mit 83 Einwohnern (Stand: 2024).

## Lage
Baños de Rioja liegt etwa 49 Fahrtkilometer westnordwestlich von Logroño in einer Höhe von etwa 545 m. Der Río Oja durchquert den Süden der Gemeinde. 

## Bevölkerungsentwicklung
| Jahr      | 1960 | 1970 | 1981 | 1991 | 2001 | 2011 | 2021 |
| Einwohner | 353  | 267  | 160  | 127  | 97   | 89   | 81   |

In der 2. Hälfte des 19. und der ersten Hälfte des 20. Jahrhunderts hatte der Ort stets zwischen 550 und 700 Einwohner. Infolge der Mechanisierung der Landwirtschaft und des daraus resultierenden geringeren Arbeitskräftebedarfs ist die Zahl der Einwohner seit der Mitte des 20. Jahrhunderts deutlich zurückgegangen.

## Wirtschaft
An erster Stelle im Wirtschaftsleben der Gemeinde steht traditionell die Landwirtschaft. Daneben werden auch Weizen, Gerste, Kartoffeln sowie verschiedene Gemüsepflanzen kultiviert.

## Sehenswürdigkeiten

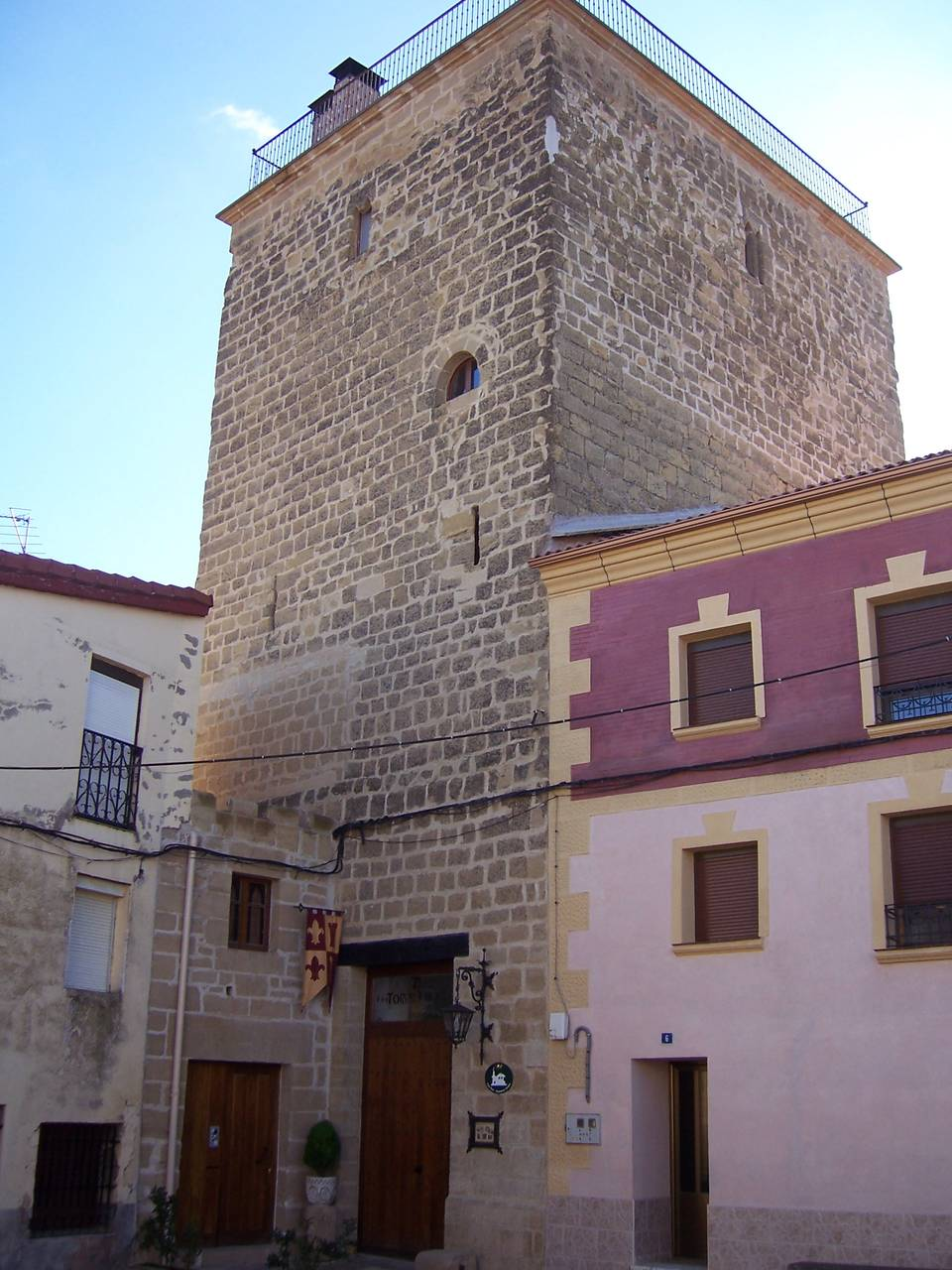
Wehrturm
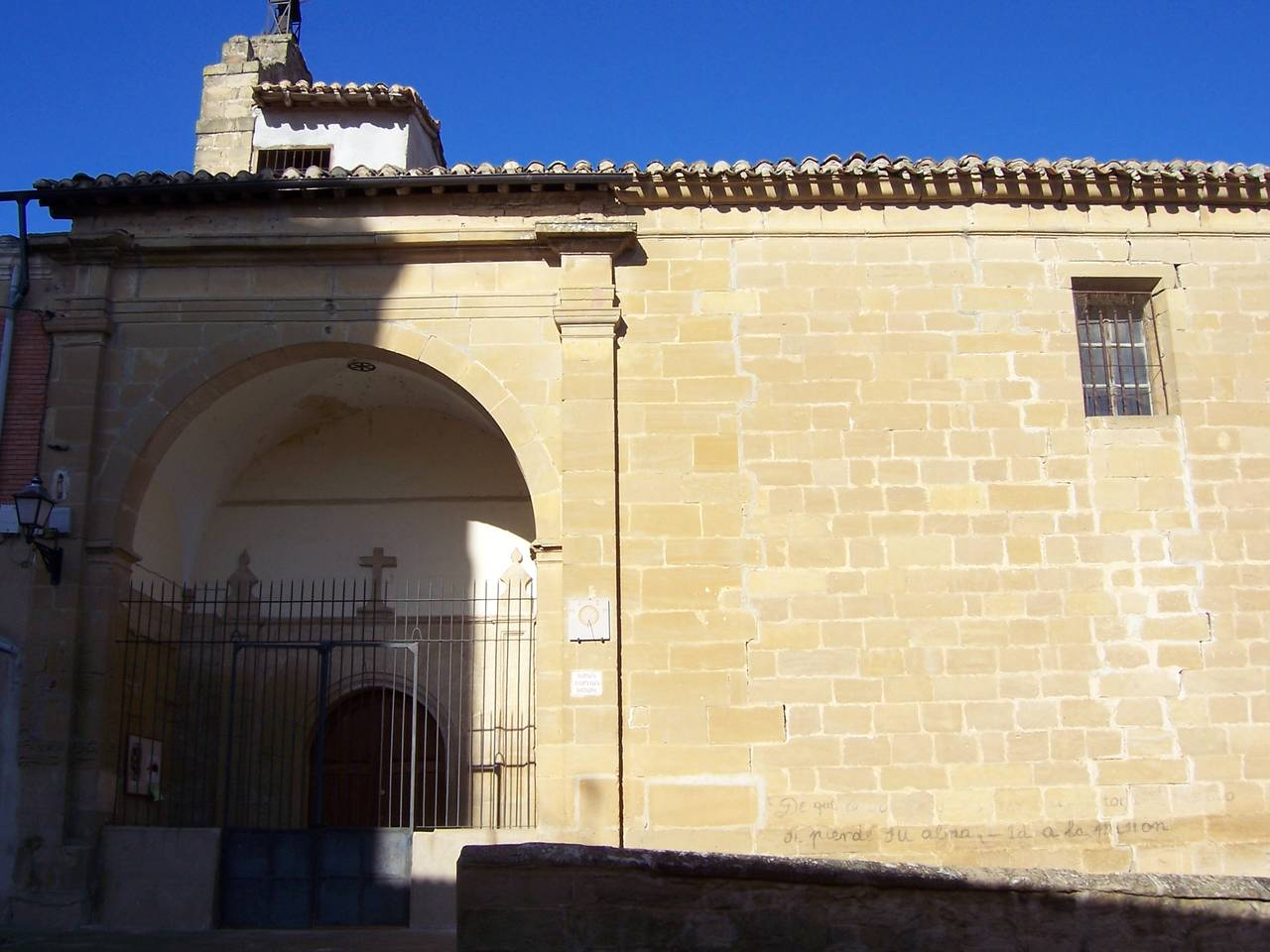
Magdalenenkirche
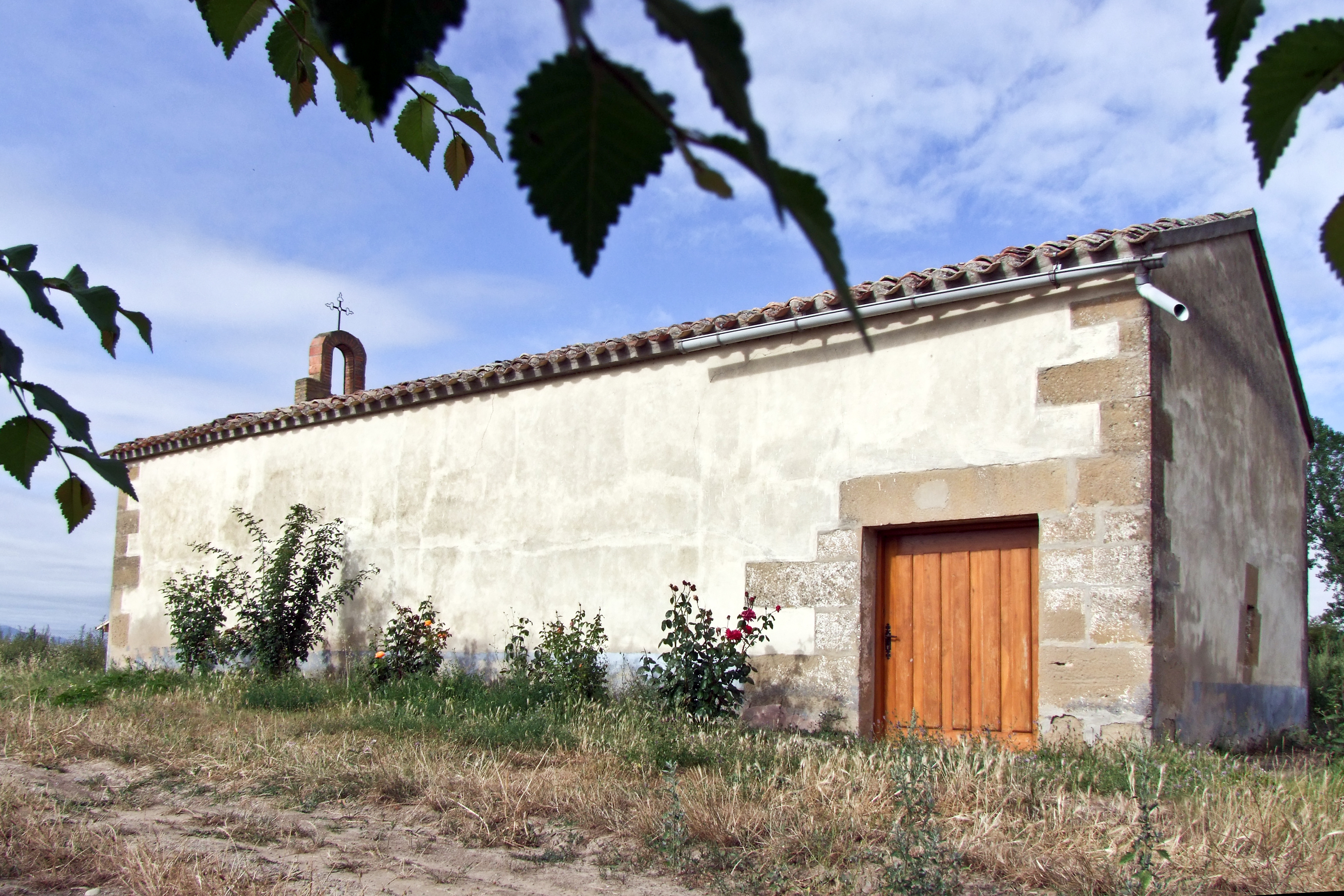
Marienkapelle

- Wehrturm
- Magdalenenkirche
- Marienkapelle